# Leichtathletik-Weltmeisterschaften 2011/10.000 m der Männer

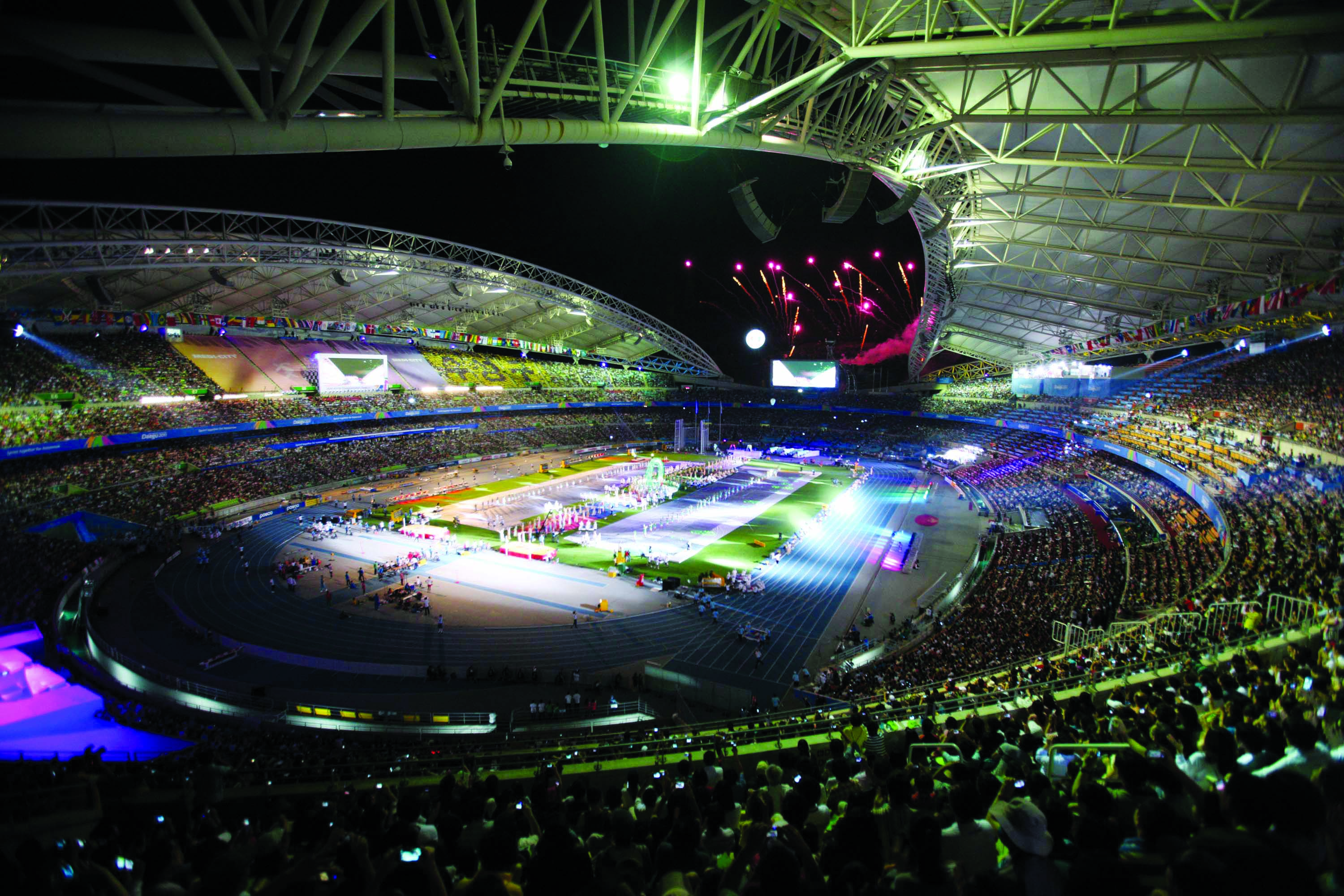
Das Daegu-Stadion im Jahr 2010

Der 10.000-Meter-Lauf der Männer bei den Leichtathletik-Weltmeisterschaften 2011 wurde am 28. August 2011 im Daegu-Stadion der südkoreanischen Stadt Daegu ausgetragen.
Mit Gold und Bronze errangen die Läufer aus Äthiopien in diesem Wettbewerb zwei Medaillen. Weltmeister wurde der Vizeafrikameister von 2008 Ibrahim Jeilan. Er gewann vor dem amtierenden Europameister Mo Farah aus Großbritannien. Der Brite war auch über 5000 Meter amtierender Europameister und EM-Zweiter von 2006. Eine Woche später entschied er hier in Daegu das Rennen über die 5000 Meter für sich. Bronze ging an Imane Merga.

## Bestehende Rekorde
| Weltrekord               | 26:17,53 min | Kenenisa Bekele | Brüssel, Belgien               | 26. August 2005 |
| Weltmeisterschaftsrekord | 26:46,31 min | Kenenisa Bekele | WM 2009 in Berlin, Deutschland | 17. August 2009 |

Der bestehende WM-Rekord wurde bei diesen Weltmeisterschaften nicht eingestellt und nicht verbessert.

## Durchführung
Wie bei den Weltmeisterschaften schon seit vielen Jahren üblich, wurden keine Vorläufe in diesem Wettbewerb angesetzt, alle zwanzig Läufer traten gemeinsam zum Finale an.

## Finale
28. August 2011, 19:30 Uhr
| Platz | Name                   | Nation         | Zeit (min) |
| ----- | ---------------------- | -------------- | ---------- |
| 1     | Ibrahim Jeilan         | Äthiopien      | 27:13.81   |
| 2     | Mo Farah               | Großbritannien | 27:14.07   |
| 3     | Imane Merga            | Äthiopien      | 27:19.14   |
| 4     | Zersenay Tadese        | Äthiopien      | 27:22.57   |
| 5     | Martin Irungu Mathathi | Kenia          | 27:22.57   |
| 6     | Peter Cheruiyot Kirui  | Kenia          | 27:25.63   |
| 7     | Galen Rupp             | USA            | 27:26.84   |
| 8     | Sileshi Sihine         | Äthiopien      | 27:34.11   |
| 9     | Paul Kipngetich Tanui  | Kenia          | 27:54.03   |
| 10    | Matthew Tegenkamp      | USA            | 28:41.62   |
| 11    | Rui Silva              | Portugal       | 28:48.62   |
| 12    | Daniele Meucci         | Italien        | 28:50.28   |
| 13    | Stephen Mokoka         | Südafrika      | 28:51.97   |
| 14    | Scott Bauhs            | USA            | 29:03.92   |
| 15    | Yūki Satō              | Japan          | 29:03.92   |
| 16    | Juan Carlos Romero     | Mexiko         | 29:03.92   |
| DNF   | Kenenisa Bekele        | Äthiopien      |            |
| DNF   | Ali Hasan Mahboob      | Bahrain        |            |
| DNF   | Bayron Piedra          | Ecuador        |            |
| DNS   | Teklemariam Medhin     | Eritrea        |            |

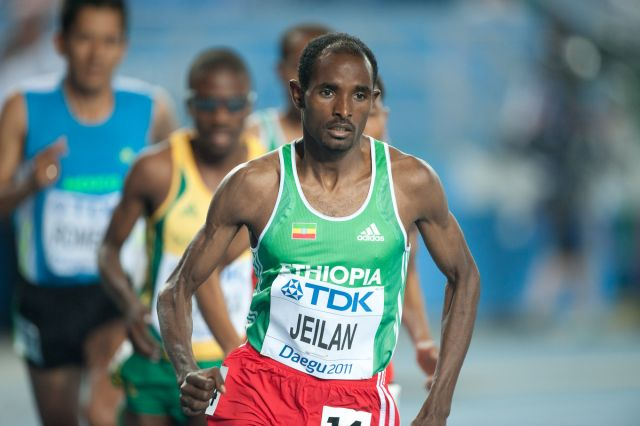
Weltmeister Ibrahim Jeilan an der Spitze des Feldes im 10.000-Meter-Lauf

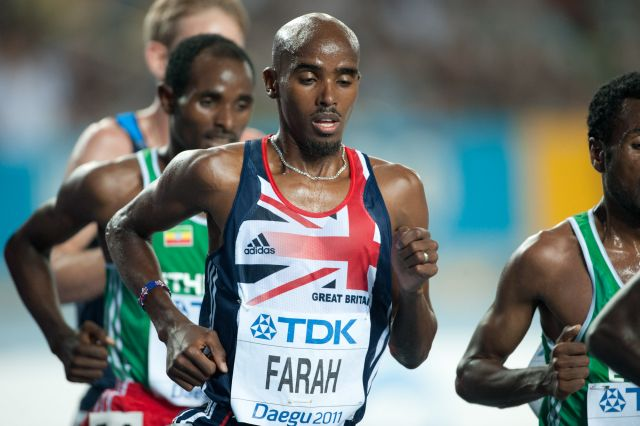
Silber gab es für den amtierenden Europameister Mo Farah, der eine Woche später Weltmeister über 5000 Meter wurde
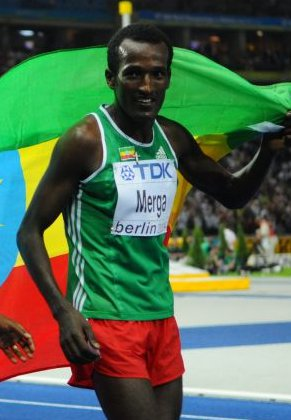
Bronzemedaillengewinner Imane Merga
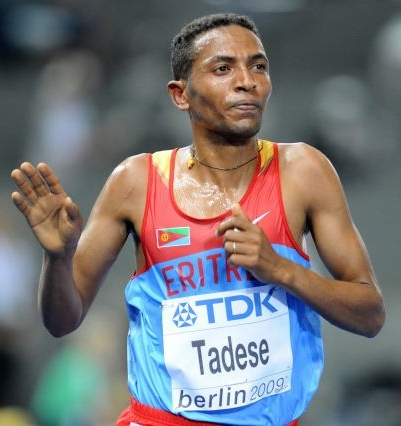
Zersenay Tadese kam auf den vierten Platz
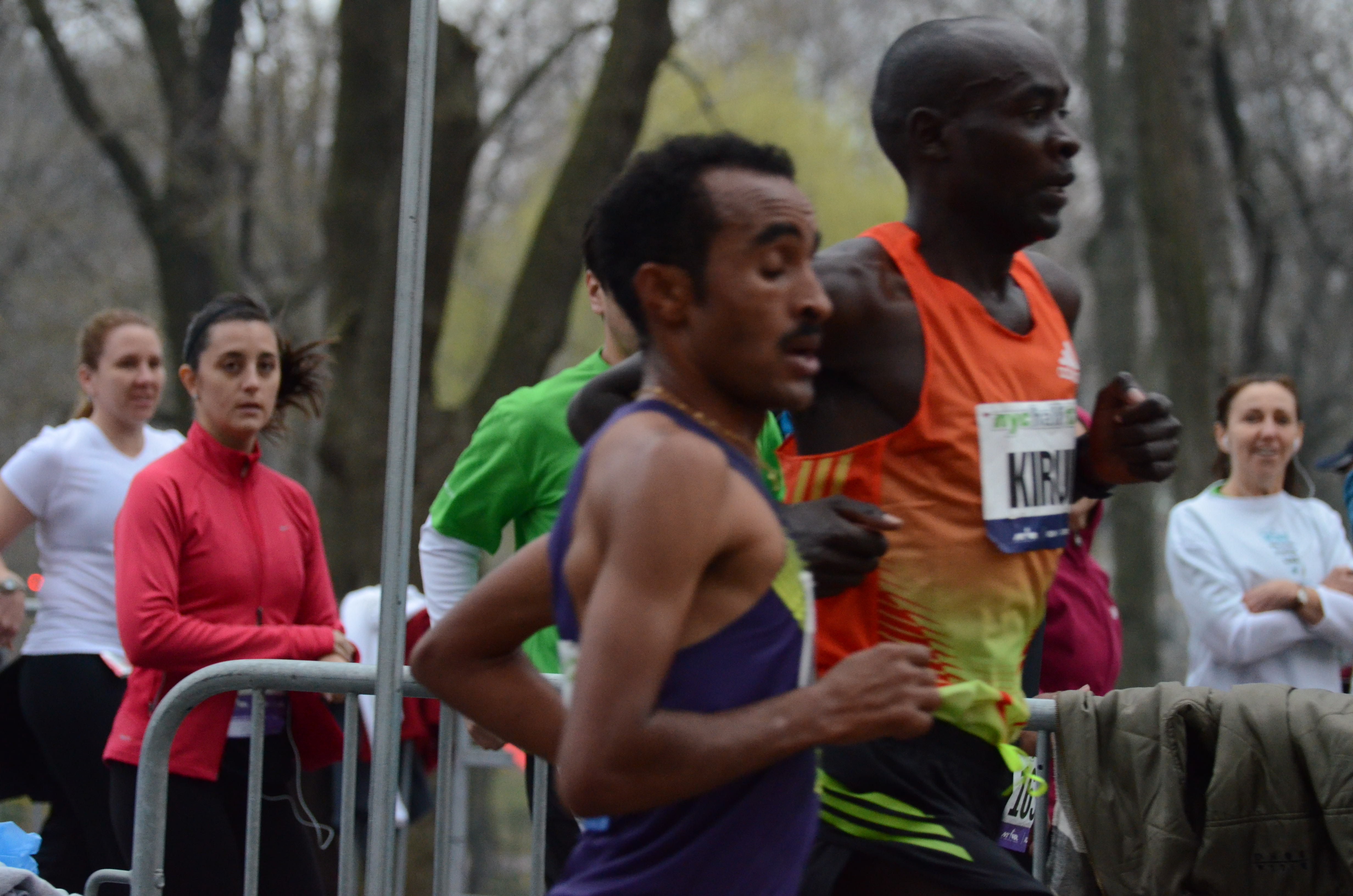
Peter Cheruiyot Kirui (rechts, neben ihm Imane Merga) wurde Sechster
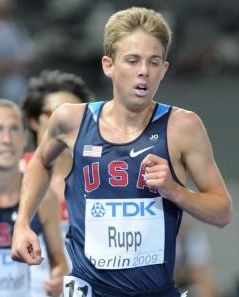
Galen Rupp erreichte Platz sieben
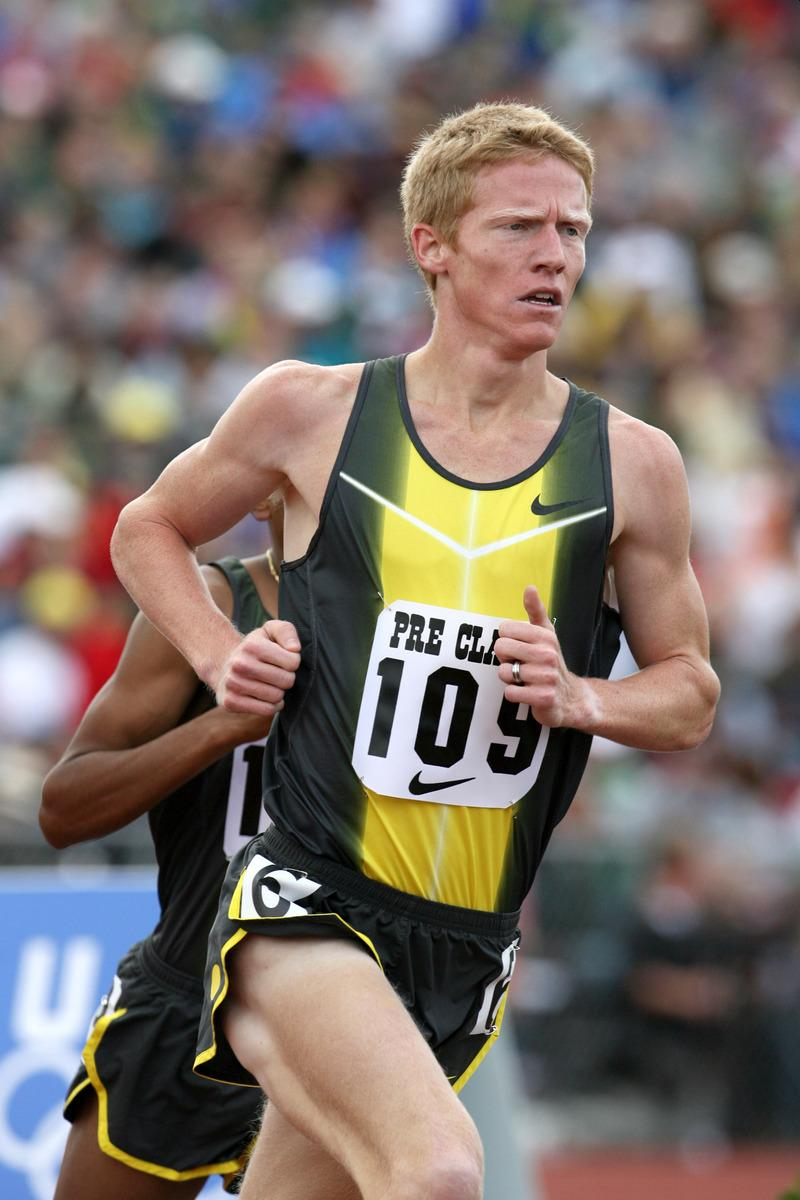
Der zehntplatzierte Matthew Tegenkamp
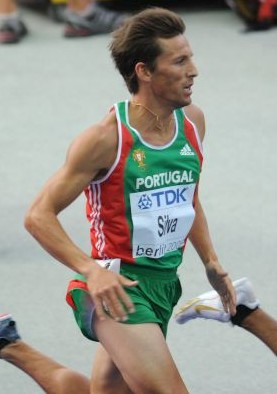
Rui Silva belegte Rang elf
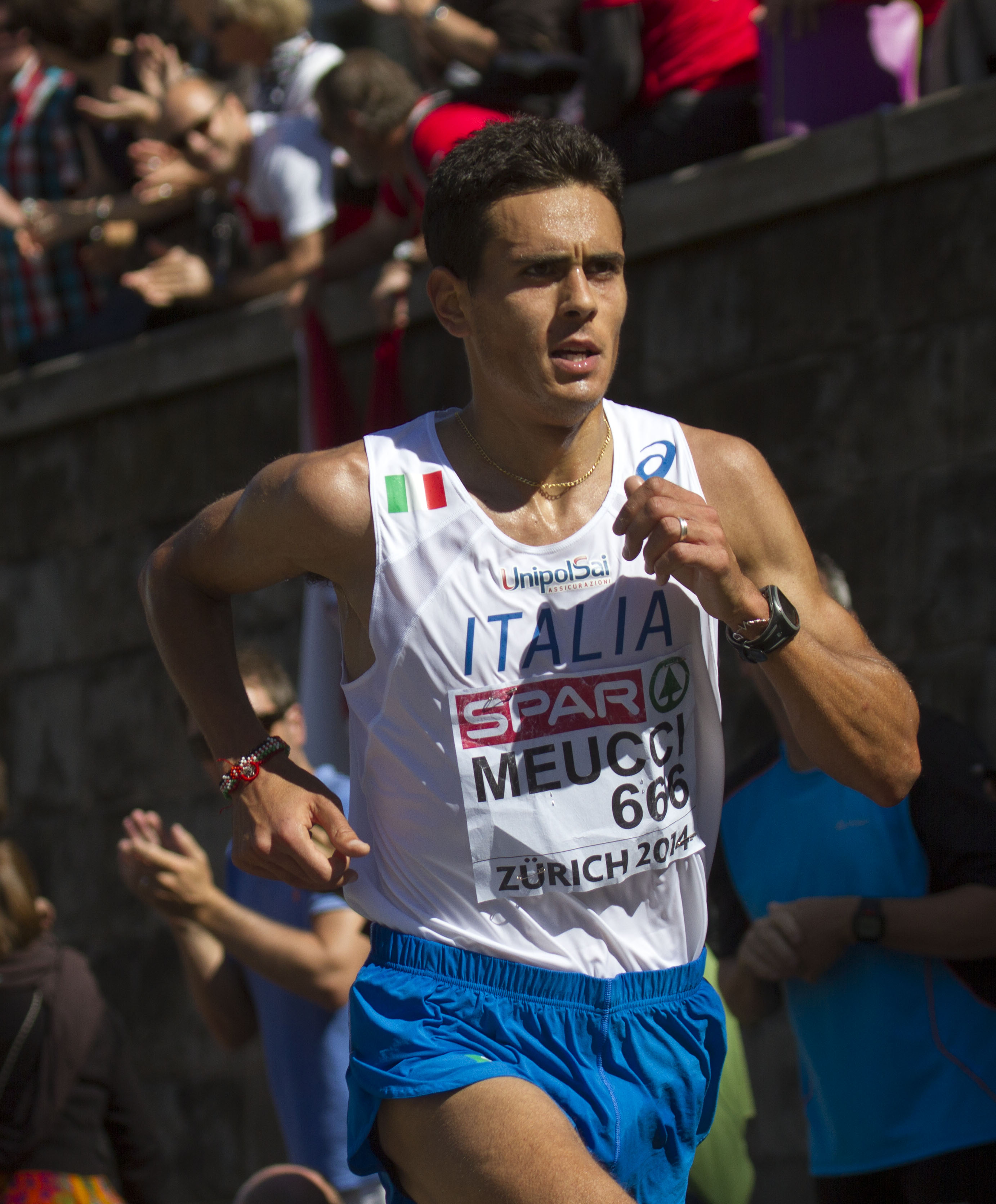
Daniele Meucci – Platz zwölf
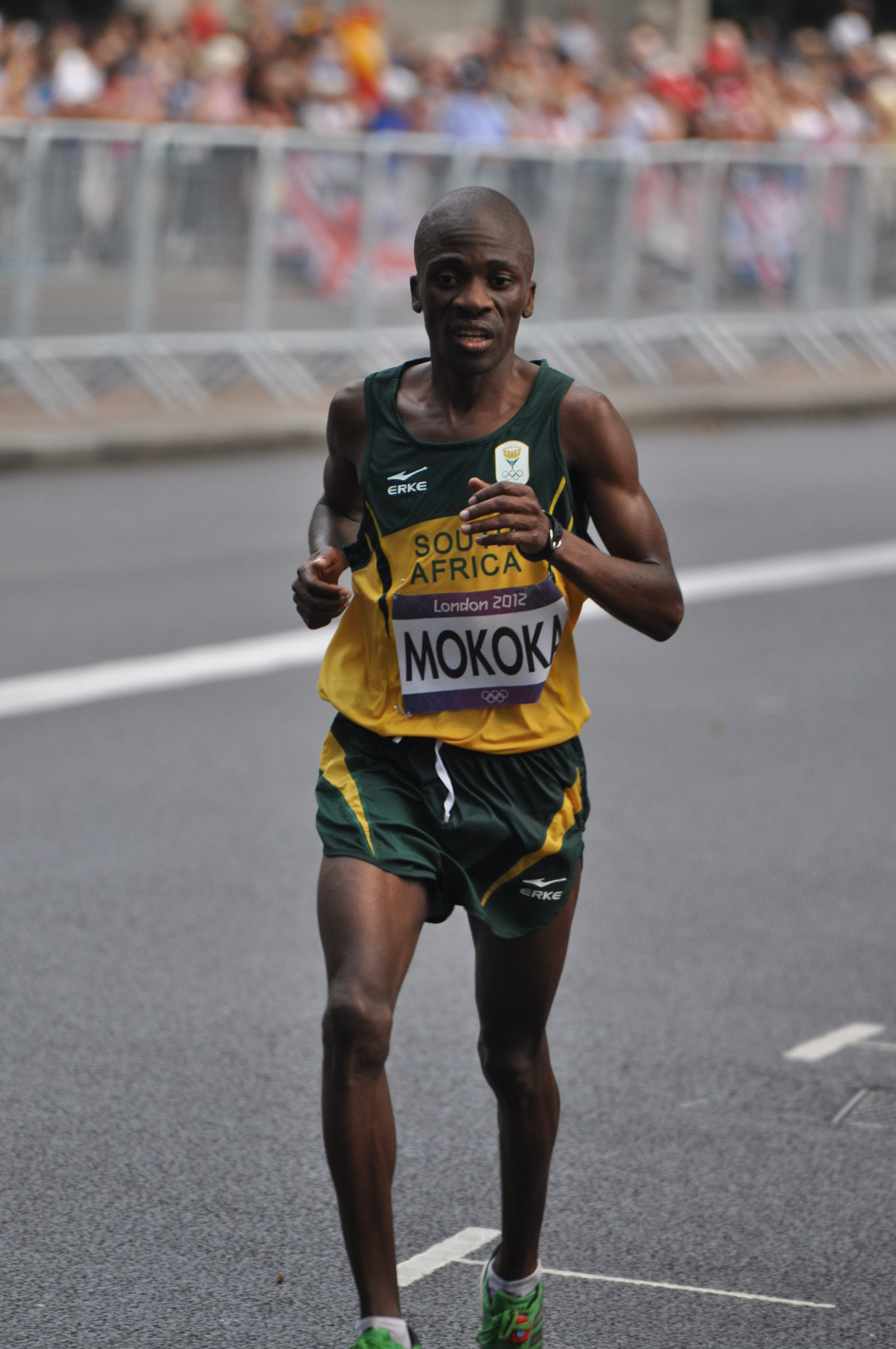
Rang dreizehn für Stephen Mokoka
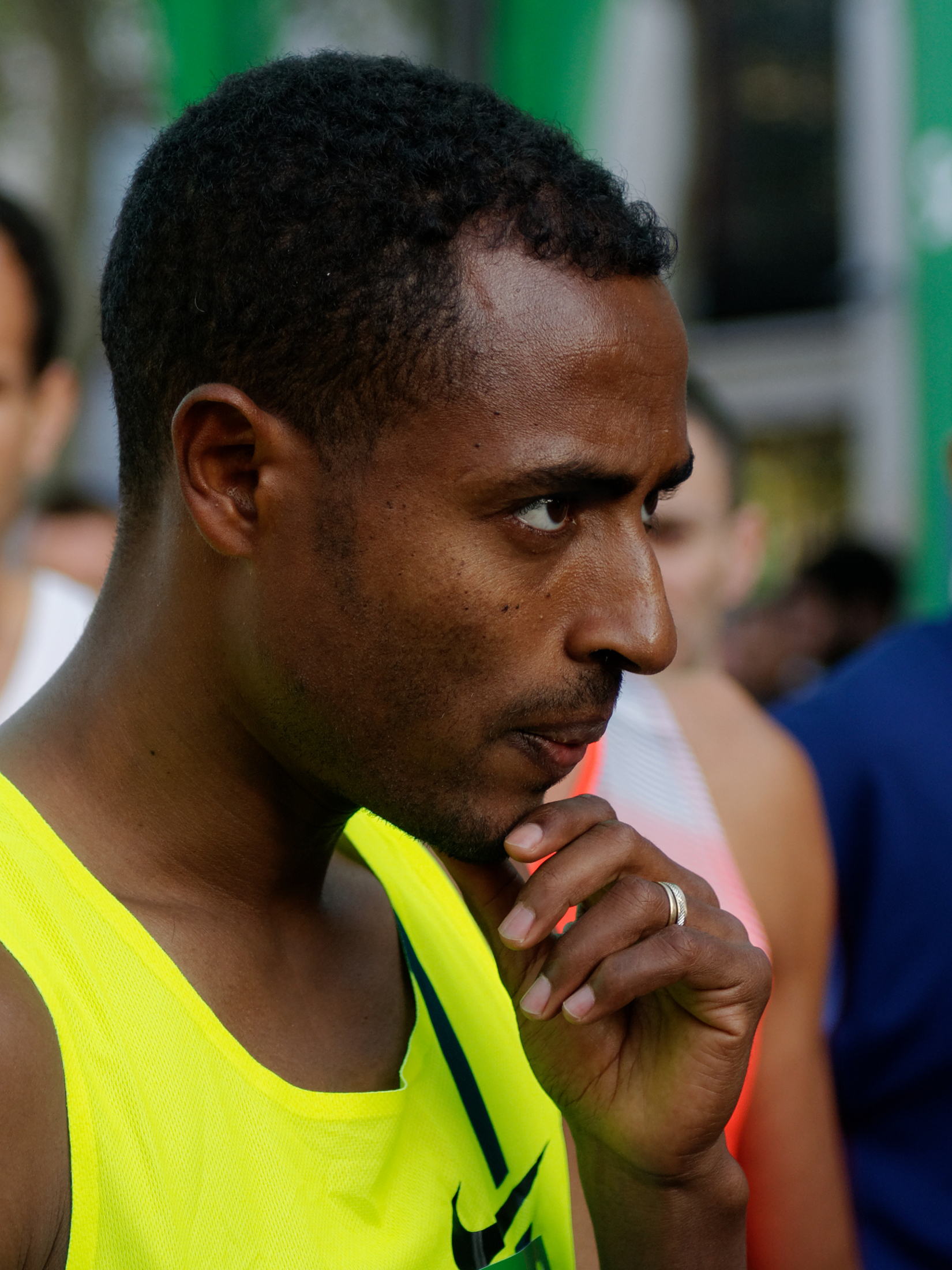
Der verletzt angetretene fünffache Weltmeister und dreifache Olympiasieger über 5000 und 10.000 Meter Kenenisa Bekele gab das Rennen auf
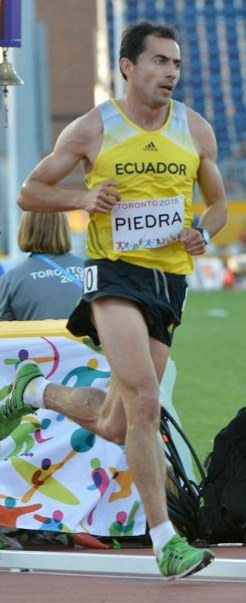
Bayron Piedra – nicht im Ziel

## Video
- 10000m DAEGU 2011 IBRAHIM JEILAN - MO FARAH - WINS MENS WORLD.wmv, youtube.com, abgerufen am 21. Dezember 2020